# تورجوك
تورجوك (بالروسية: Торжок) هي إحدى مدن روسيا في الكيان الفدرالي الروسي تفير أوبلاست.

## توأمة
لتورجوك اتفاقيات توأمة مع كل من:
- سلونيم
- موسكو
- سافونلينا
- ميله
- فالداي

## أعلام
- نيكولاي لفوف